# Xenomai
Xenomai est une extension libre du noyau Linux lui apportant des fonctionnalités temps réel dur. Il apporte une approche symétrique entre programmation noyau et programmation système au niveau utilisateur sous Linux.
Il introduit le concept de machine virtuelle en programmation temps réel et permet ainsi de disposer de plusieurs interfaces de programmation, au choix du programmeur.

## Aspect techniques
Xenomai utilise la couche de virtualisation Adeos.
Il se présente sous la forme d'un correctif logiciel à installer 'par-dessus' (ie après l'installation de) le noyau Linux choisi.